# Szőrös disznóparéj
A szőrös disznóparéj (Amaranthus retroflexus) a szegfűvirágúak rendjébe (Caryophyllales), azon belül a disznóparéjfélék családjának (Amaranthaceae) Amaranthus nemzetségébe tartozó növényfaj.

## Leírása
A szőrös disznóparéj általában 10–90 cm magasságú, de egyes különlegesen nagy példányok elérhetik a 150 cm-es magasságot. Hajtása felálló, s csak egy évig él, tehát egynyári növény. Szára viszonylag vastag, húsos, lédús, röviden szőrözött, a hajtás öregedésével kissé kopaszodó. Leveleinek hossza elérheti a 15 cm hosszúságot is, melyeknek nyele hosszú, alakjuk rombos-tojásdadok. A levélfonák molyhosabb, mint a levélszín, s az is főképp az erek mentén.
Virágzata tömött, vaskos, zöldes színű álfüzérekből áll. A virágtakaró viszonylag kemény, felül kiszélesedő lepellevelekből áll, melynek vége tompás vagy levágott, szálkahegyben végződő, hossza 2–3 mm. A megtermékenyítés után toktermése fejlődik.

## Elterjedése
A faj Amerikában őshonos – főképp az Amerikai Egyesült Államok délnyugati részén és Mexikóban elterjedt –, Európába, így Magyarországra is a 18. század folyamán került be, és rendkívül gyorsan kezdett el terjeszkedni, olyannyira, hogy mára Magyarország egyik legelterjedtebb és legagresszívebben terjedő gyomfaja, főképp a kapáskultúrákban jellemző. Elsősorban az elmúlt évtizedekben kezdett el nagyon agresszíven terjedni ez a faj, mert a vegyszeres gyomirtó szerekre rezisztens biotípusok alakultak ki, míg erre más, kevésbé alkalmazkodóképes – sokszor őshonos – gyomfajok nem voltak képesek. Emellett a túlműtrágyázott talajok is igen kedvező körülményeket teremtettek neki. Rendkívül nagy a zavarástűrő képessége is.

## Konyhai használata

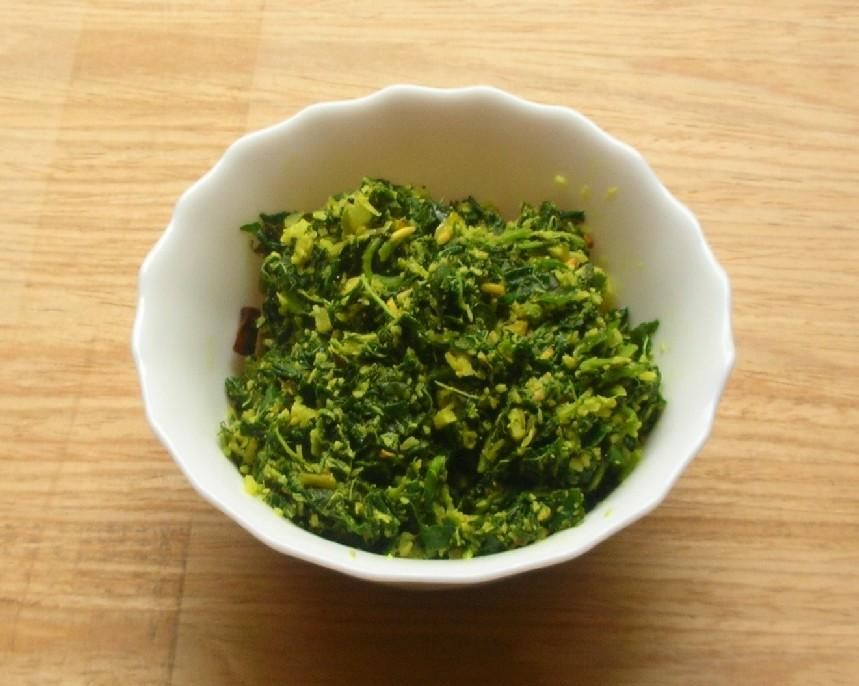
Amarántlevelekből készült Thoran, a Dél-Keralában hagyományos elkészítés szerint

A növényt a világban többhelyütt fogyasztják. Egyetlen mérgező Amaranthus-fajt sem ismerünk, de a levelek oxálsavat tartalmaznak, és nitrátban gazdag talaj esetén nitrátokat is, így forrás után a főzővizet le kell önteni róla.
Az Amaranthus retroflexus-t az amerikai őslakosok számos ételben és gyógyszerként is felhasználták.
Az indiai Kerala államban népszerű thoran nevű ételben a szőrös disznóparéj finomra vágott leveleit kókuszreszelékkel, csilivel, fokhagymával, kurkumával és más összetevőkkel ízesítik.

## Takarmánynövény
Ha szarvasmarhák vagy sertések több napon keresztül nagy mennyiségben fogyasztják, károsíthatja a veséjüket (nefrotoxicitás).

## Hatóanyagai
A levelek C-vitaminban, A-vitaminban, kalciumban, foszforban, vasban, a magok fehérjékben gazdagok.